# 樋口智子
樋口 智子（ひぐち・ともこ、 Tomoko HIGUCHI 1986年5月1日 - ）は、日本の女性ファッションモデル。

## 略歴
ファッション雑誌「ポップティーン」のモデル。
2010年にPopteenの姉妹誌『PopSister』が創刊すると、益若つばさ、星野加奈、菅野結以、小森純、青木英李、孫暐とともに専属としてこれに登場。

## 私生活
2010年6月、5年間にわたり交際を続けた男性と、妊娠を期に結婚。その模様は同年10月号の『PopSister』にて掲載された。

## 出演

### 雑誌
- ポップティーン（角川春樹事務所）専属

### イベント
- ポッキーガールプレゼンター